# Vámos Ilona (színművész)
Vámos Ilona, névvariáns: Vámos Ica (Budapest, 1929. október 28. – Budapest, 2009. április 5.) magyar színésznő.

## Életpályája
1949-ben kapott színészi diplomát a Színház- és Filmművészeti Főiskolán. Pályáját a Bányász Színházban kezdte, majd az Állami Déryné Színházhoz szerződött. 1957-től a Fővárosi Operettszínház, az Irodalmi Színpad majd a József Attila Színház voltak pályájának állomásai. 1970-től a győri Kisfaludy Színház tagja volt. 1980 és 1989 között a Meseszínház Vándortársulattal járta az országot, 1994-ig ismét Budapesten, a József Attila Színházban szerepelt.
Férje Kovács András orvos volt.

## Fontosabb színházi szerepei
- Carlo Goldoni: Két úr szolgája... Clarice
- Alekszandr Nyikolajevics Osztrovszkij: Farkasok és bárányok... Kupavina, gazdag fiatal özvegy
- Makszim Gorkij: Kispolgárok... Egy asszony
- Johann Strauss: Mesél a bécsi erdő... Bruckner Fanny
- Victorien Sardou: A szókimondó asszonyság... Savaryné
- Alexandre Dumas: A három testőr... Id. D'Artagnanné
- Mark Twain: Koldus és királyfi... Cantyné
- William Somerset Maugham: Imádok férjhez menni... Clarence
- Branislav Nušić: Dr. Pepike... Énekesnő
- Pierre Barillet – Jean-Pierre Grédy – Szenes Iván: A kaktusz virága... Botticelli 'Tavasza'
- Hervé: Nebáncsvirág... Gimbletta
- Theodore Dreiser: Amerikai tragédia... Stella Tramble
- Thornton Wilder: Hiawatha-vonat... A mező
- Garson Kanin: Ócskavas nagyban (Pénz és szerelem)... Millie Dawn
- John Boynton Priestley: Váratlan vendég... Dorothy
- Jacques Deval: A potyautas... Aline
- Claus Hammel: Kilenckor a hullámvasútnál... Gertrud
- Vlagyimir Vlagyimirovics Scserbacsov: Dohányon vett kapitány... Diana grófnő
- Viktor  Szergejevics Rozov: Ketten az úton... Takarítónő
- Viktor  Szergejevics Rozov: Udvarol a gyerek... Zsenya, Olga Petrovna menye
- Vörösmarty Mihály: Salamon... Meste, Salamon anyja
- Madách Imre: Az ember tragédiája... Cluvia; Kéjhölgy; Anya
- Heltai Jenő: Az ezerkettedik éjszaka... Dunyazád
- Heltai Jenő: A néma levente... Monna Mea (vendégjáték Bécsben)
- Szomory Dezső: II. József... Lichtenstein Jenny hercegnő
- László Miklós: Illatszertár... II. Hölgy
- Móricz Zsigmond: Rokonok... Alispánné
- Sánta Ferenc: Húsz óra... Margit
- Berkesi András: Viszontlátásra, Harangvirág!... Dr.Sass felesége
- Berkesi András: Villa Bécs mellett... Maria-Magdalena
- Berkesi András: Húszévesek... Csontosné
- Kertész Ákos: Névnap... Juli, Vígék szomszédja
- Ács Kató: Mártonka vasárnapja (Egy faramuci nap története)... Nagymama
- Vészi Endre: Hajnali beszélgetés... Boci
- Maróti Lajos: Vénasszonyok nyara... Mama

## Filmes, televíziós szerepei
- Mit csinált Felséged 3-tól 5-ig? (1964)
- Az utolsó ítélet (1970)
- Nem élhetek muzsikaszó nélkül (1978)
- A zebegényiek (1979)
- Majd holnap (1980)
- Aranykor (1984)
- Szomszédok (sorozat)

- 92. rész (1990)